# Big Stan
Big Stan is een Amerikaans komische film uit 2007 onder regie van Rob Schneider, die zelf ook de hoofdrol speelt. Het verhaal werd geschreven door Josh Lieb, een voormalig schrijver en producent van onder meer NewsRadio en The Daily Show. De productie ging in première in Zuid-Korea en werd in de Verenigde Staten zelf niet op de markt gebracht.
Big Stan verscheen in Nederland in december 2008 direct-op-dvd.

## Verhaal
Stan Minton (Rob Schneider) is een handelaar in onroerend goed die het niet zo nauw neemt met normen en waarden. Hij is getrouwd met de mooie en liefdevolle, maar niet al te slimme Mindy (Jennifer Morrison). Zij is dol op hem, terwijl hij vooral aan zichzelf denkt. Mintons snode praktijken komen hem duur te staan wanneer hij wordt opgepakt door de politie. Ondanks de inzet van de foute advocaat Lew Popper (M. Emmet Walsh) wordt hij veroordeeld tot een gevangenisstraf van drie tot vijf jaar. Popper heeft het wel voor elkaar gekregen dat Minton nog zes maanden heeft voor hij achter slot en grendel verdwijnt, zodat hij zijn zaken eerst op orde kan brengen.
Met zijn 1,70 meter lange postuur ervan overtuigd dat hem drie tot vijf jaar aan anale verkrachtingen te wachten staan, zoekt Minton iemand die hem kan helpen een man te worden die in de gevangenis van zich af kan bijten. Dit brengt hem in contact met de kettingrokende The Master (David Carradine). Deze maakt middels zijn ranzige voedseladviezen en Spartaanse trainingstechnieken in zes maanden een bijna onoverwinnelijke krijger van Minton.
Wanneer Minton een half jaar later de gevangenis betreedt, heeft hij niet lang nodig om te laten zien dat er met hem niet te spotten valt. Geen gevangene kan tegen hem op, hoe groot, breed of met hoeveel tegelijk ook. Minton komt in de positie dat hij regels kan gaan opstellen onder de gevangenen. Om te zorgen dat iedereen beter met elkaar kan opschieten, stelt hij daarom per direct een verbod op verkrachting in, schaft hij gewelddadige rapmuziek af en vervangt deze door vrolijke en dansbare mariachimuziek.
Gevangenisdirecteur Gasque (Scott Wilson) is niet blij met de nu dansende en spelletjes spelende inwoners van zijn bewaarhuis. Hij wil graag dat de gevangenen een grote rel veroorzaken, zodat hij ze kan laten afschieten en het gebouw kan verkopen. Gasque wil dat Minton voor ruzie zorgt en dreigt dat zijn verblijf in de gevangenis anders weleens lang kan gaan duren, terwijl Minton net daarvoor van Mindy te horen heeft gekregen dat The Master bij haar is komen wonen.

## Rolverdeling
- Richard Kind - Mal
- Sally Kirkland - Madame Forman
- Henry Gibson - Shorts
- Jackson Rathbone - Robbie
- Kevin Gage - Bullard
- Bob Sapp - Big Raymond
- Brandon T. Jackson - Deshawn
- Dan Haggerty - Tubby
- Richard Riehle - rechter Perry
- Marcia Wallace - Alma
- Tsuyoshi Abe - Dang
- Salvator Xuereb - Patterson
- Randy Couture - Carnahan
- Jim Cody Williams - Tyler
- Don Frye - lid van de Arian Nation
- Buddy Lewis - Cleon
- Peter Mark Vasquez - Juanito

## Trivia
- Big Stan was Schneiders eerste film waarin vriend Adam Sandler geen rolletje speelt.
- Gevangenen Carnahan (Randy Couture), Big Raymond (Bob Sapp) en het grote kale, besnorde Arische bendelid (Don Frye), zijn in werkelijkheid Mixed Martial Arts-vechters.